# Нюланде
Нюланде (нід. Nieuwlande) — село в нідерландській провінції Дренте. Входить до муніципалітету Гогевен. Частина села розташована на території сусіднього муніципалітету Куворден.
Разом із французьким селом Ле-Шамбон-сюр-Ліньон є одним із двох населених пунктів, що колективно отримали статус «Праведник народів світу» за спільні зусилля мешканців, спрямовані на спасіння євреїв під час Голокосту. За ініціативою сина місцевого пастора кожне із домогосподарств села у 1942—1943 роках переховувало щонайменше одного єврея.

## Галерея

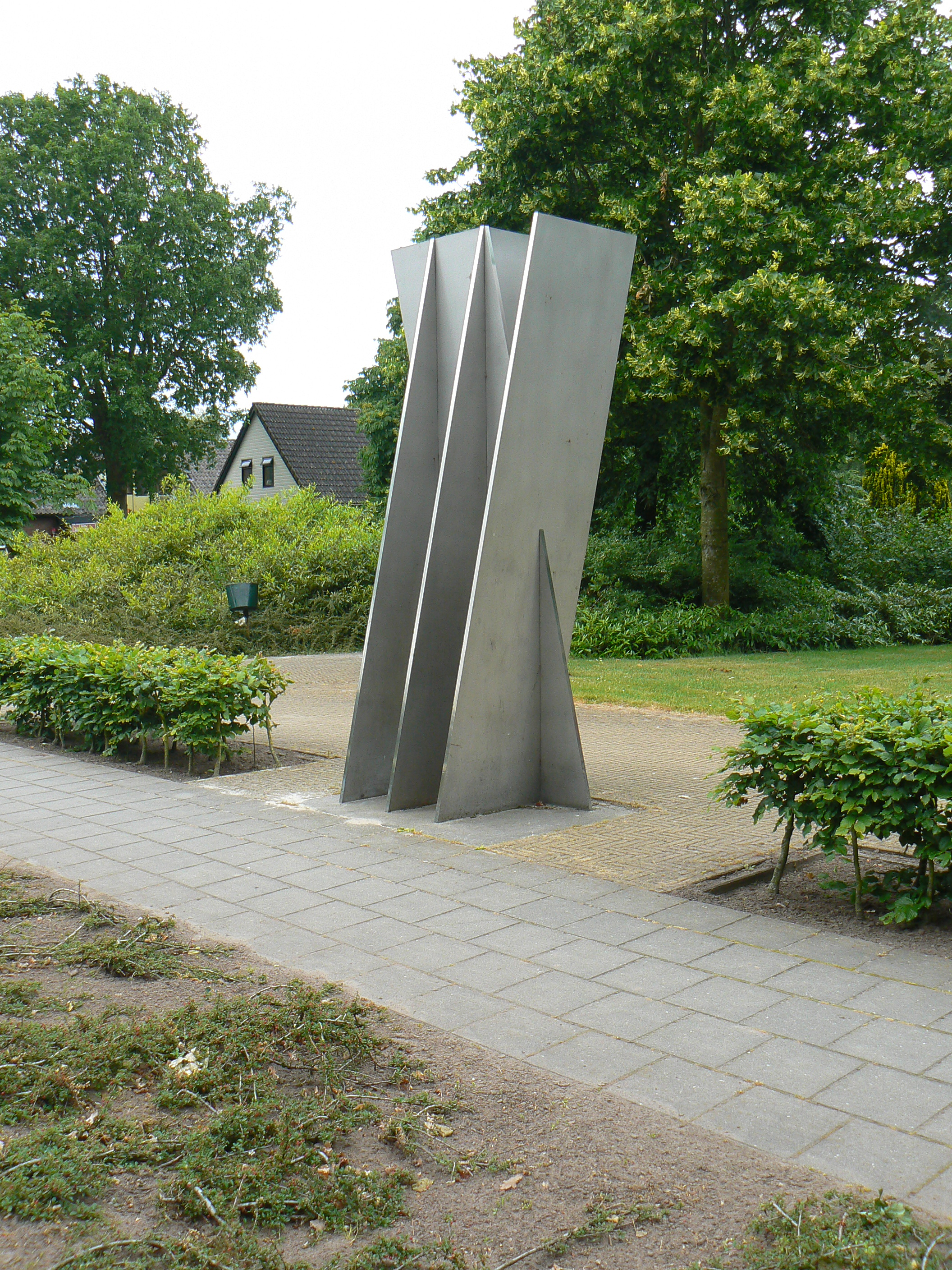
Меморіал Verzetsmonument (1985)